# Nati nel 1914/Aprile
| Questa pagina contiene informazioni ricavate automaticamente dalle voci biografiche con l'ausilio del template Bio e di un bot. L'aggiornamento è periodico e automatico e ricostruisce completamente la pagina. Se manca una persona in questa lista, sei pregato di non aggiungerla, ma accertati piuttosto che la sua voce biografica contenga il template Bio e che i dati anagrafici siano correttamente compilati. Se il template Bio manca, inseriscilo tu stesso o, in alternativa, metti l'avviso {{tmp\|Bio}} che ne segnala la mancanza. Se i dati riportati sono sbagliati, correggi direttamente la voce biografica; le modifiche saranno visibili in questa lista entro pochi giorni. Per chiarimenti vedi il progetto biografie. La lista contiene solo le 134 persone che sono citate nell'enciclopedia e per le quali è stato implementato correttamente il template Bio. Pagina aggiornata al 18 ago 2025. |

- 1º aprile - Eduards Andersons, cestista lettone († 1985)
- 1º aprile - Pete Carpenter, compositore, arrangiatore e trombonista statunitense († 1987)
- 1º aprile - Mario De Micheli, critico d'arte e critico letterario italiano († 2004)
- 2 aprile - Alec Guinness, attore britannico († 2000)
- 2 aprile - Charles Harris, tennista statunitense († 1993)
- 2 aprile - Nicola Ruffolo, notaio, scrittore e filosofo italiano († 1995)
- 2 aprile - Hans Wegner, designer danese († 2007)
- 3 aprile - Casilda de Silva, nobildonna spagnola († 2008)
- 3 aprile - Camillo Jerusalem, calciatore, allenatore di calcio e dirigente sportivo austriaco († 1989)
- 3 aprile - Kay Stammers, tennista britannica († 2005)
- 4 aprile - Salvatore Argento, produttore cinematografico italiano († 1987)
- 4 aprile - Dino Bovoli, allenatore di calcio e calciatore italiano († 1988)
- 4 aprile - Letizia Colajanni, politica italiana († 2005)
- 4 aprile - Marguerite Duras, scrittrice, regista e sceneggiatrice francese († 1996)
- 4 aprile - David Goodall, botanico britannico († 2018)
- 4 aprile - Agostino Viela Ezcurdia, religioso spagnolo († 1936)
- 4 aprile - Michel Villey, filosofo e storico francese († 1988)
- 4 aprile - Warren Whitlinger, cestista statunitense († 2012)
- 5 aprile - Felice Borel, allenatore di calcio e calciatore italiano († 1993)
- 5 aprile - Jack Davis, attore statunitense († 1992)
- 5 aprile - Fabio Del Bianco, allenatore di calcio e calciatore italiano († 2003)
- 6 aprile - Washington Beltrán, avvocato, giornalista e politico uruguaiano († 2003)
- 6 aprile - John Caister Bennett, astronomo sudafricano († 1990)
- 6 aprile - Augusto Cristina, calciatore italiano († 1943)
- 6 aprile - Daria Menicanti, poetessa e traduttrice italiana († 1995)
- 6 aprile - Gioacchino Paparelli, italianista e critico letterario italiano († 2000)
- 6 aprile - Hugh Percy, X duca di Northumberland, nobile e ufficiale inglese († 1988)
- 7 aprile - Kirill Trofimovič Mazurov, politico sovietico († 1989)
- 7 aprile - Marcello Modiano, imprenditore e politico italiano († 1993)
- 7 aprile - Dave Russell, allenatore di calcio e calciatore scozzese († 2000)
- 8 aprile - Armando Diena, calciatore italiano († 1985)
- 8 aprile - María Félix, attrice messicana († 2002)
- 8 aprile - Tomás Garibaldi, calciatore argentino
- 8 aprile - Jack Harper, tennista australiano († 2005)
- 8 aprile - Maria Euthymia Üffing, religiosa tedesca († 1955)
- 9 aprile - Eugéne Cornelius Arthurs, missionario e vescovo cattolico irlandese († 1978)
- 9 aprile - Giuliana Fiorentino Tedeschi, scrittrice e superstite dell'Olocausto italiana († 2010)
- 9 aprile - Antoine Péronne, militare e aviatore francese († 1946)
- 10 aprile - Maria Banuș, poetessa e scrittrice rumena († 1999)
- 10 aprile - Emilio Benavent Escuín, arcivescovo cattolico spagnolo († 2008)
- 10 aprile - Francesco Cortesi, calciatore italiano
- 10 aprile - Bill Holland, cestista statunitense († 2000)
- 10 aprile - Luciano Ramella, dirigente sportivo, allenatore di calcio e calciatore italiano († 1990)
- 11 aprile - Leroy Edwards, cestista statunitense († 1971)
- 11 aprile - Alberto Ferioli, avvocato e politico italiano († 1981)
- 11 aprile - Norman McLaren, regista scozzese († 1987)
- 11 aprile - Adolf Müller, lottatore svizzero († 2005)
- 11 aprile - Leo Pinto, hockeista su prato indiano († 2010)
- 12 aprile - Armen Alchian, economista statunitense († 2013)
- 12 aprile - Guido Ballo, critico d'arte e direttore artistico italiano († 2010)
- 12 aprile - Gretel Bergmann, altista e pesista tedesca († 2017)
- 12 aprile - Adriaan Blaauw, astronomo olandese († 2010)
- 12 aprile - Henri Desroche, sociologo francese († 1994)
- 12 aprile - Gilbert Taylor, direttore della fotografia e fotografo britannico († 2013)
- 12 aprile - Jan Van Cauwelaert, vescovo cattolico belga († 2016)
- 13 aprile - Lilian Caraian, musicista, pittrice e poetessa italiana († 1982)
- 13 aprile - Héctor Cazenave, calciatore uruguaiano († 1958)
- 13 aprile - Iuliu Hirțea, vescovo cattolico rumeno († 1978)
- 13 aprile - Stefano Mangold, tennista italiano († 2002)
- 14 aprile - Maria Bigarelli, imprenditrice italiana († 1991)
- 14 aprile - Luigi Brunella, calciatore e allenatore di calcio italiano († 1993)
- 14 aprile - Nazzareno Celestini, calciatore italiano († 2001)
- 14 aprile - George W. Davis, scenografo statunitense († 1998)
- 14 aprile - Carlo Garbarino, calciatore italiano
- 14 aprile - Jim Haggarty, hockeista su ghiaccio canadese († 1998)
- 14 aprile - Hans Hahn, aviatore tedesco († 1982)
- 14 aprile - Wilhelm Hahnemann, allenatore di calcio e calciatore austriaco († 1991)
- 14 aprile - John Hubbard, attore statunitense († 1988)
- 14 aprile - Arnold Perl, regista, sceneggiatore e produttore cinematografico statunitense († 1971)
- 14 aprile - Paul Russo, pilota automobilistico statunitense († 1976)
- 15 aprile - Giovanni Bocchio, calciatore italiano († 1958)
- 15 aprile - Duilio Santagostino, calciatore italiano († 1982)
- 16 aprile - Evsej Domar, economista russo († 1997)
- 16 aprile - John Hodiak, attore statunitense († 1955)
- 16 aprile - Enzo Ianni, generale e aviatore italiano († 2003)
- 17 aprile - Evelyn Furtsch, velocista statunitense († 2015)
- 17 aprile - Sven Jacobsson, calciatore svedese († 1983)
- 18 aprile - Paolo Arnaboldi, presbitero e teologo italiano († 1998)
- 18 aprile - Umberto Ferrari, calciatore italiano
- 18 aprile - Anna Lorenzetto, pedagogista italiana († 2001)
- 18 aprile - Ennio Santucci, dirigente d'azienda italiano († 1988)
- 19 aprile - Orazio Petruccelli, militare italiano († 1943)
- 19 aprile - Ugo Poletti, cardinale e arcivescovo cattolico italiano († 1997)
- 20 aprile - Carlo Biagi, calciatore italiano († 1986)
- 20 aprile - Salvatore De Simone, politico italiano († 1994)
- 20 aprile - Betty Lou Gerson, attrice e doppiatrice statunitense († 1999)
- 20 aprile - Karel Thole, disegnatore e illustratore olandese († 2000)
- 20 aprile - Max Wünsche, militare tedesco († 1995)
- 21 aprile - Jean Goujon, pistard francese († 1991)
- 21 aprile - Mario Maurelli, arbitro di calcio italiano († 2000)
- 21 aprile - Norman Panama, sceneggiatore, regista e produttore cinematografico statunitense († 2003)
- 21 aprile - Angelo Savoldi, wrestler italiano († 2013)
- 22 aprile - Hans Baumann, scrittore e traduttore tedesco († 1988)
- 22 aprile - Alfredo B. Crevenna, regista e sceneggiatore messicano († 1996)
- 22 aprile - Luigi Cavalieri, bobbista italiano († 1992)
- 22 aprile - Baldev Raj Chopra, regista, sceneggiatore e produttore cinematografico indiano († 2008)
- 22 aprile - Aldo Croce, calciatore italiano
- 22 aprile - Giovanna Daffini, cantante italiana († 1969)
- 22 aprile - Vito Guarrasi, avvocato e imprenditore italiano († 1999)
- 22 aprile - Jan de Hartog, drammaturgo olandese († 2002)
- 22 aprile - José Abelardo Quiñones Gonzáles, aviatore e militare peruviano († 1941)
- 22 aprile - Lucia Ronda, supercentenaria italiana
- 22 aprile - Joe Sotak, cestista statunitense († 1984)
- 22 aprile - Michael Wittmann, militare tedesco († 1944)
- 23 aprile - Piero Campolonghi, baritono italiano († 2002)
- 23 aprile - Aleksej Ivanovič Gračëv, militare e aviatore sovietico († 1945)
- 24 aprile - Larry J. Blake, attore statunitense († 1982)
- 24 aprile - Giorgio Carta, manager italiano († 2000)
- 24 aprile - William Castle, regista, produttore cinematografico e attore statunitense († 1977)
- 24 aprile - Vladi Marmo, cestista finlandese († 1969)
- 24 aprile - Herta Mohr, egittologa e traduttrice austriaca († 1945)
- 24 aprile - Pedro Montañez, pugile portoricano († 1996)
- 25 aprile - Divo Barsotti, monaco cristiano, presbitero e scrittore italiano († 2006)
- 25 aprile - Ross Lockridge Jr., scrittore e insegnante statunitense († 1948)
- 25 aprile - Claude Mauriac, scrittore, saggista e drammaturgo francese († 1996)
- 25 aprile - Marcos Pérez Jiménez, politico e generale venezuelano († 2001)
- 26 aprile - René Debenne, ciclista su strada francese († 2012)
- 26 aprile - Bernard Malamud, scrittore statunitense († 1986)
- 26 aprile - Eugenio Plaja, diplomatico italiano († 1991)
- 27 aprile - Hovhannes Shiraz, poeta armeno († 1984)
- 27 aprile - Luigi Pagnoni, presbitero e storico dell'arte italiano († 2017)
- 27 aprile - Albert Soboul, storico francese († 1982)
- 28 aprile - Alessandro Bardelli, canottiere italiano († 2009)
- 28 aprile - Giovanni Dioguardi, mafioso statunitense († 1979)
- 28 aprile - Michel Mohrt, editore, scrittore e saggista francese († 2011)
- 28 aprile - Carlo Ravizzoli, calciatore italiano († 1989)
- 28 aprile - Ezio Varisco, cestista italiano († 1942)
- 29 aprile - Giuseppe Barone, presbitero e filosofo italiano († 2004)
- 29 aprile - Mario Dal Pra, filosofo, storico della filosofia e partigiano italiano († 1992)
- 29 aprile - Erling Evensen, fondista norvegese († 1998)
- 29 aprile - Walter Janka, attivista e editore tedesco († 1994)
- 29 aprile - Reinhard Kolldehoff, attore tedesco († 1995)
- 29 aprile - Cal Niday, pilota automobilistico statunitense († 1988)
- 30 aprile - Dorival Caymmi, musicista e cantante brasiliano († 2008)